# Unterhaltsvorschuss
In der Bundesrepublik Deutschland ist der Unterhaltsvorschuss nach dem Unterhaltsvorschussgesetz (UhVorschG) eine Sozialleistung, die 1980 eingeführt wurde. Der Unterhaltsvorschuss ist niedriger als der Kindesunterhalt nach der Düsseldorfer Tabelle.

## Anspruch
Anspruch haben Kinder von alleinerziehenden Müttern oder Vätern, wenn der andere Elternteil keinen oder einen unterhalb des Unterhaltsvorschusssatzes liegenden Unterhaltsbeitrag leistet, also nach Einberechnungen des Kindergeldes der Mindestunterhalt nicht gesichert ist. Ein Anspruch auf Unterhaltsvorschuss besteht nicht, wenn der antragstellende Elternteil erneut verheiratet ist. Ist der andere Elternteil verstorben, so gilt die Waisenrente als durch diesen Elternteil gezahlter Unterhalt.
Die Höhe des Unterhaltsvorschusses verringert sich um den Betrag der Waisenrente. Der Anspruch besteht gemäß § 1 Abs. 1 Nr. 1 UhVorschG bis zur Vollendung des 12. Lebensjahres. Seit 1. Juli 2017 wird die Zahlung bis zur Vollendung des 18. Lebensjahres ausgedehnt, wenn das Kind keine Leistungen nach dem SGB II erhält oder der Elternteil, bei dem das Kind lebt, über mindestens 600 Euro monatliches Einkommen (ohne Kindergeld) verfügt.

## Effektive Höhe
Folgende Beträge werden von den Unterhaltsvorschusskassen, das sind spezielle Stellen der kommunalen Jugendämter, effektiv ausgezahlt, wobei nominell ein um das volle Kindergeld erhöhter Betrag gewährt wird, von dem das volle Kindergeld wieder abgezogen wird. Es wird also das Kindergeld gezahlt und folgender Betrag dazu:
| Jahr            | Kinder      | Kinder             | Kinder              | Quelle      |
| Jahr            | bis 5 Jahre | von 6 bis 11 Jahre | von 12 bis 17 Jahre | Quelle      |
| --------------- | ----------- | ------------------ | ------------------- | ----------- |
| 2008            | 125 €       | 168 €              | -                   |             |
| 2009            | 117 €       | 158 €              | -                   |             |
| 01/2010–06/2015 | 133 €       | 180 €              | -                   |             |
| 07/2015–12/2015 | 144 €       | 192 €              | -                   |             |
| 2016            | 145 €       | 194 €              | -                   |             |
| 01/2017–06/2017 | 150 €       | 201 €              | -                   |             |
| 07/2017–12/2017 | 150 €       | 201 €              | 268 € (*)           |             |
| 2018            | 154 €       | 205 €              | 273 € (*)           | [ 2 ]       |
| 01/2019–06/2019 | 160 €       | 212 €              | 282 € (*)           |             |
| 07/2019–12/2019 | 150 €       | 202 €              | 272 € (*)           | [ 3 ]       |
| 2020            | 165 €       | 220 €              | 293 € (*)           |             |
| 2021            | 174 €       | 232 €              | 309 € (*)           |             |
| 2022            | 177 €       | 236 €              | 314 € (*)           |             |
| 2023            | 187 €       | 252 €              | 338 € (*)           |             |
| 2024            | 230 €       | 301 €              | 395 € (*)           |             |
| 2025            | 227 €       | 299 €              | 394 € (*)           | [ 4 ] [ 5 ] |
| 2026            | 231 €       | 303 €              | 398 € (*)           | [ 6 ]       |

(*) Voraussetzung ist, dass das Kind keine SGB-II-Leistungen bezieht oder mit Hilfe des Unterhaltsvorschusses nicht mehr auf SGB-II-Leistungen angewiesen sein wird oder dass der alleinerziehende Elternteil ein monatliches Bruttoeinkommen (ohne Kindergeld) von mindestens 600 Euro hat.
Die Höhe des Unterhaltsvorschusses ist grundsätzlich direkt in § 2 UhVorschG geregelt. Soweit sich aus § 1612a Abs. 1 Satz 3 Nr. 1 oder 2 BGB ein höherer Mindestbetrag ergibt, wird dieser als Unterhaltsvorschuss geleistet. Davon abweichend ergibt sich die Höhe des Unterhaltsvorschusses im Jahr 2015 aus § 11a UhVorschG.

## Regress
Der andere Elternteil kann zum Regress herangezogen werden, wenn er seine Unterhaltspflichten verletzt. Außerdem gehen die Unterhaltsansprüche des Kindes in Höhe des gezahlten Unterhaltsvorschusses gemäß § 7 Abs. 1 Satz 1 UhVorschG auf das Land oder die Kommune als hinter den Unterhaltsvorschusskassen stehender Sozialleistungsträger über, dieses kann dann den anderen Elternteil anstelle des Kindes auf Unterhalt in Anspruch nehmen.
Durchschnittlich wurden in den Jahren 2005 bis 2010 beim Regress 17 bis 20 Prozent von den Unterhaltsschuldnern in Deutschland laut Aussage der Bundesregierung zurückgeholt.

## Kritik
Die Zahlungshöchstdauer von 72 Monaten für den Unterhaltsvorschuss und die Begrenzung auf Kinder unter zwölf Jahren, die bis zum 30. Juni 2017 galt, führte nach Auffassung von Kritikern zu einer Ungleichbehandlung von Kindern und wurde aus diesem Grund als „gleichheitsrechtlich höchst problematisch“ eingeschätzt.
Bezieht ein Elternteil Leistungen nach dem SGB II (Bürgergeld), besteht eine grundsätzliche Verpflichtung, Unterhaltsvorschuss zu beantragen, denn Unterhaltsvorschuss ist vorrangig vor Leistungen nach dem SGB II. Liegen die Anspruchsvoraussetzungen für die Gewährung von Unterhaltsvorschuss vor und wird Unterhaltsvorschuss ausgezahlt, ist es in voller Höhe auf die SGB II Leistungen anzurechnen. Die Einkommenssituation des Elternteils ändert sich somit nicht. Ähnliches gilt für Bezieher von Kinderzuschlag. Da der Unterhaltsvorschuss in voller Höhe auf den Kinderzuschlag angerechnet wird, sind Alleinerziehende dadurch unter Umständen sogar schlechter gestellt.

## Historisches
Die Höhe des Unterhaltsvorschusses bemaß sich bis Ende 2007 an den Regelsätzen der Regelbetrag-Verordnung, wobei das an den erziehenden Elternteil gezahlte Kindergeld zur Hälfte angerechnet wurde. Die nominelle Mindestunterhaltsleistung war geringer, das Kindergeld wurde aber auch nicht komplett angerechnet, so dass im Ergebnis die gezahlten Unterhaltsvorschussbeträge in den alten Bundesländern 2007 und 2008 gleich hoch waren. Kinder in den neuen Bundesländern erhielten bis einschließlich 2007 weniger, beispielsweise wurden 2007 in den neuen Bundesländern effektiv nur 109 bzw. 149 Euro gezahlt.
Eine Reform zum Unterhaltsvorschussgesetz 2017 ist am 17. August 2017 rückwirkend zum 1. Juli 2017 in Kraft getreten (Art. 25 des Gesetzes). Sie bringt erweiterte Bezugsberechtigung (jetzt für Kinder bis zum vollendeten 18. Lebensjahr) und Bezugsdauer (länger als 6 Jahre). Seitdem dürfen und müssen die Jugendämter Anträge nach neuem Recht bearbeiten. Die Antragsfrist für Zahlungen ab 1. Juli 2017 ist auf Ende September verlängert worden.